# Marc Molitor
Marc Molitor, né le 21 septembre 1948 à Strasbourg, est un footballeur international français évoluant au poste d'avant-centre. 
Il compte dix sélections et quatre buts en équipe de France, entre 1970 et 1975.

## Biographie

### Carrière en club
Natif du quartier de la Robertsau à Strasbourg, « Marco » Molitor apprend le football dans le club de son quartier avant de signer à l'AS Strasbourg, où il découvre le Championnat de France amateur, le 3e échelon national, en 1966-1967.  
En parallèle de sa carrière naissante de footballeur, Molitor poursuit ses études pour devenir kinésithérapeute. Après deux années au Bataillon de Joinville, qui aligne alors une équipe en deuxième division du championnat de France, Molitor signe au RC Strasbourg en 1969, par l'entremise de son entraineur Paul Frantz qui aménage son quotidien afin qu'il puisse poursuivre ses études en parallèle de sa carrière de footballeur. Il joue son premier match le 6 août 1969 face au FC Rouen et marque le but de la victoire à la dernière minute (3-2). Malgré ses deux saisons pleines à titre individuel, au cours desquelles il inscrit deux fois 17 buts, le club (rebaptisé entre-temps Racing Pierrots Strasbourg-Meinau, RPSM) est relégué en Division 2 en 1971. Molitor reste pourtant et inscrit 40 buts la saison suivante, participant largement au retour immédiat du club alsacien dans l'élite.  
En 1973, après une dernière saison à Strasbourg et la validation de son diplôme, Molitor choisit de partir. Alors qu'il ne manque pas de propositions, il choisit de signer à l'OGC Nice, vice-champion de France entrainé par Jean Snella, avec son coéquipier Dario Grava. Lors de sa première saison, il est le meilleur buteur de l'équipe, qui termine à un point du podium en championnat. En Coupe de l'UEFA, Molitor réussit un doublé retentissant au premier tour retour contre le FC Barcelone (3-0), puis un quadruplé contre le Fenerbahce Istanbul (4-0). Malheureusement les Niçois s'inclinent au tour suivant contre les Allemands du FC Cologne.
Le remplacement de Snella par Vlatko Marković en 1974 le met en difficulté. Apres deux saisons en demi-teinte sur le plan personnel, et un désaccord sur la prolongation de son contrat avec les dirigeants niçois, il décide de mettre un terme à sa carrière de joueur en 1976, à seulement 27 ans, pour devenir kinésithérapeute.

## Carrière en équipe de France
Alors qu'il joue à l'AS Strasbourg, Molitor est sélectionné et capitaine de l'équipe de France juniors. Pendant ses années a Joinville, il est également appelé en équipe de France militaire.
À partir d'avril 1970, il est sélectionné en équipe de France A par Georges Boulogne, mais sans entrer en jeu. En novembre 1970, il honore sa première sélection et inscrit un doublé vainqueur contre la Belgique. Mais il connait des résultats alors difficiles avec son club, puis évolue en Division 2 en 1971-1972, ce qui le relègue à un rôle de remplaçant. Il doit attendre juin 1972 pour être de nouveau titulaire lors d'un match amical avec les Bleus, contre la Colombie, au cours duquel il inscrit un nouveau but. En novembre, il rentre en jeu pour un premier match à enjeu, en Irlande, et offre une passe décisive à Jean-Michel Larqué (défaite 1-2). Pour sa troisième apparition comme titulaire, en mars 1973 contre le Portugal, il marque encore une fois. Ses sélections suivantes sont moins heureuses. Il honore sa dixième et dernière sélection en septembre 1975 contre l'Islande.

## Palmarès
- Vainqueur du groupe C du championnat de France de Division 2 en 1972 avec le RC Strasbourg[7]
- Vice-champion de France en 1976 avec l'OGC Nice

## Statistiques
| Saison                | Club                  | Championnat           | Championnat | Championnat | Coupe(s) nationale(s) | Coupe(s) nationale(s) | Compétition(s) continentale(s) | Compétition(s) continentale(s) | Compétition(s) continentale(s) | France | France | Total | Total |
| Saison                | Club                  | Division              | M.          | B.          | M.                    | B.                    | Comp.                          | M.                             | B.                             | M.     | B.     | M.    | B.    |
| 1965-1966             | AS Strasbourg         | Division 4            | -           | -           | -                     | -                     | -                              | -                              | -                              | -      | -      | 0     | 0     |
| 1966-1967             | AS Strasbourg         | Division 3            | -           | -           | -                     | -                     | -                              | -                              | -                              | -      | -      | 0     | 0     |
| 1967-1968             | Joinville             | Division 2            | 15          | 8           | 1                     | 0                     | -                              | -                              | -                              | -      | -      | 16    | 8     |
| 1968-1969             | Joinville             | Division 2            | 17          | 5           | 1                     | 0                     | -                              | -                              | -                              | -      | -      | 18    | 5     |
| Sous-total            | Sous-total            | Sous-total            | 32          | 13          | 2                     | 0                     | -                              | -                              | -                              | -      | -      | 34    | 13    |
| 1969-1970             | RC Strasbourg         | Division 1            | 34          | 17          | 2                     | 3                     | -                              | -                              | -                              | -      | -      | 36    | 20    |
| 1970-1971             | RP Strasbourg-Meinau  | Division 1            | 36          | 17          | 1                     | 0                     | -                              | -                              | -                              | 2      | 2      | 39    | 19    |
| 1971-1972             | RP Strasbourg-Meinau  | Division 2            | 28          | 40          | 3                     | 3                     | -                              | -                              | -                              | 2      | 1      | 33    | 44    |
| 1972-1973             | RP Strasbourg-Meinau  | Division 1            | 23          | 9           | -                     | -                     | -                              | -                              | -                              | 2      | 1      | 25    | 10    |
| Sous-total            | Sous-total            | Sous-total            | 121         | 83          | 6                     | 6                     | -                              | -                              | -                              | 6      | 4      | 133   | 93    |
| 1973-1974             | OGC Nice              | Division 1            | 31          | 16          | 2                     | 0                     | C3                             | 3                              | 6                              | 3      | 0      | 39    | 22    |
| 1974-1975             | OGC Nice              | Division 1            | 22          | 7           | 1                     | 3                     | -                              | -                              | -                              | -      | -      | 23    | 10    |
| 1975-1976             | OGC Nice              | Division 1            | 22          | 8           | 1                     | 0                     | -                              | -                              | -                              | 1      | 0      | 24    | 8     |
| Sous-total            | Sous-total            | Sous-total            | 75          | 31          | 4                     | 3                     | -                              | 3                              | 6                              | 4      | 0      | 86    | 40    |
| Total sur la carrière | Total sur la carrière | Total sur la carrière | 228         | 137         | 12                    | 9                     | -                              | 3                              | 6                              | 10     | 4      | 253   | 156   |

- Meilleur buteur de Division 2 en 1972 avec 40 buts[7]
- 178 matches et 74 buts marqués en Division 1